# 동물의 성적 행동
동물의 성적 행동은 같은 종 의 사이에도 다양한 형태가 있다. 연구자는 일부 또는 다처, 종을 넘은 교미, 물체 또는 장소에 의한 성적 각성, 강박 또는 강제에 의한 것으로 생각되는 교미, 죽은 개체와의 교미, 동성애적·이성애적·양성애적 행동, 상황에 따른 성행위 등을 관찰해왔다. 관련 연구는 간성 및 트랜스젠더 동물과 같은 신체의 성별과 행동의 성별에서 다양성을 보여주고 있다.
동물의 성적 행동이 번식을 목적으로 하는 경우 이를 짝짓기 또는 교미라고 한다. 대부분의 비인간 포유류의 경우 짝짓기와 교미는 발정(포유류 암컷의 생식 주기 중 가장 번식력이 강한 시기)에 일어나 성공적인 임신 가능성이 높아진다. 일부 동물의 성적 행동에는 여러 수컷 간의 경쟁, 때로는 싸움이 포함된다. 암컷은 수컷이 강해 보이고 자신을 보호할 수 있을 경우에만 짝짓기 대상으로 선택하는 경우가 많다. 싸움에서 이긴 수컷은 더 많은 수의 암컷과 교배할 기회를 갖게 된다.
역사적으로 오직 인간과 소수의 다른 종들만이 번식 이외의 성행위를 하며, 동물의 성욕은 본능적이고 단순한 자극에 반응하는 행동이라고 믿어졌다. 그러나 동성애 행위 외에도 다양한 종들이 자위를 하고 물건을 도구로 사용하여 자위 행위를 하기도 한다.